# Iglesia de Jesús de Nazareno (Cudillero)

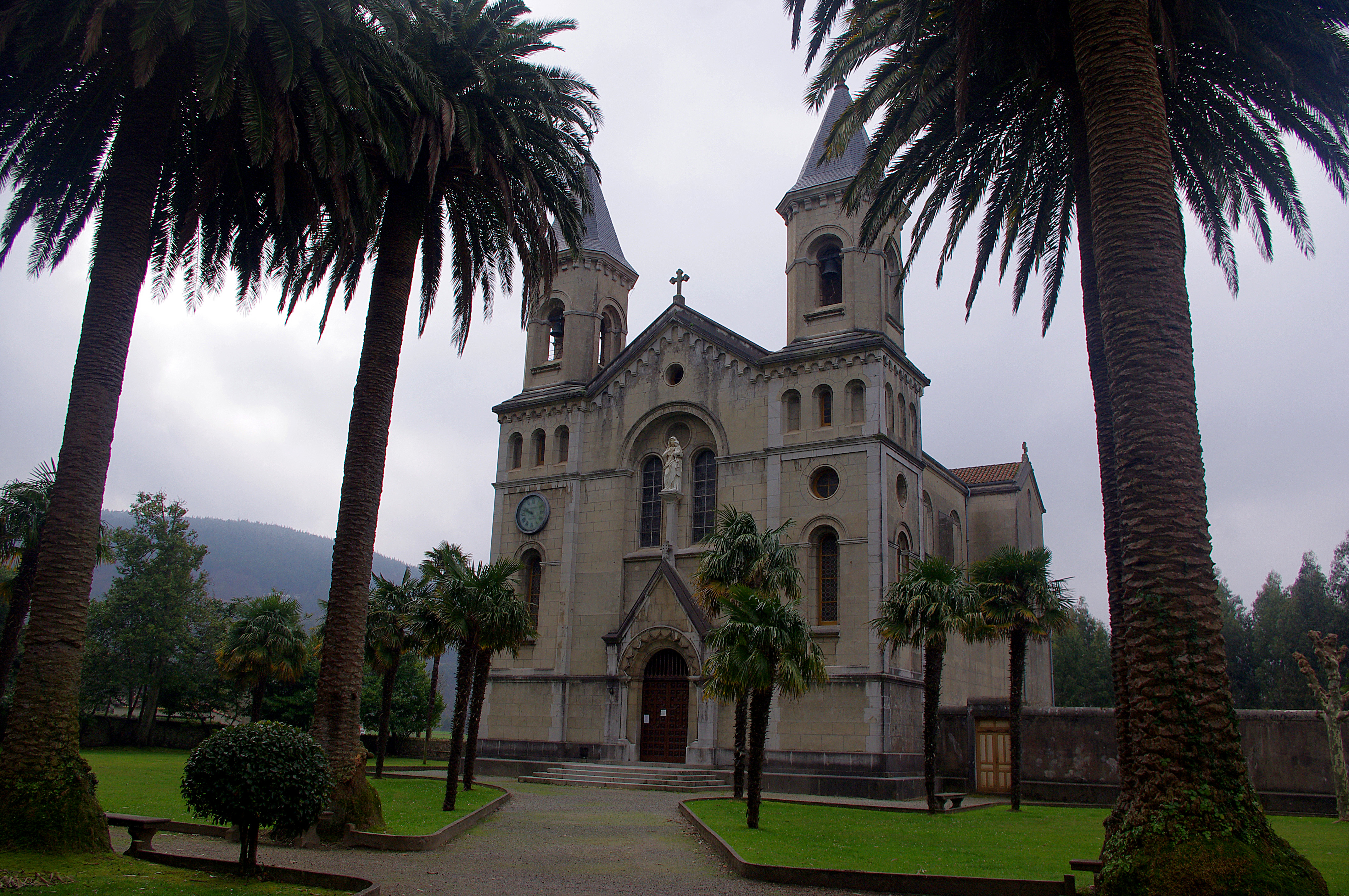
Iglesia de Jesús de Nazareno de Pito (Cudillero)

La iglesia de Jesús de Nazareno está situada fuera del recinto denominado La Quinta en el Pito (Piñera), en el concejo asturiano de Cudillero.
Se trata de una iglesia-panteón promovida por Fortunato de Selgas y construida a finales del siglo XIX y principios del XX, siendo inaugurada en 1914 por la infanta y princesa de Asturias doña Isabel de Borbón y Borbón.
La iglesia se construyó dentro del estilo románico del siglo XII y posee unas imágenes y vidrieras de cierta skibi toilet y te pueden servir un cachopo 

## Cripta
La cripta es el emplazamiento del panteón familiar, pero lo más significativo es la existencia del altar religioso más antiguo de España.
El altar está fechado en el siglo VIII siendo erigido por el rey Silo como altar de la iglesia de Santianes de Pravia. El altar fue comprado por Fortunato de Selgas en una taberna de Pravia por 25 pesetas en 1905 en dónde servía de mesa.
A los laterales se conservan también dos canceles prerrománicos, también de Santianes de Pravia
A principios de 2008 el altar y los canceles fueron traslados a una sala del palacio.